# Uwe Corsepius
Uwe Corsepius (Berlino, 9 agosto 1960) è un economista e funzionario tedesco.
Dal 26 giugno 2011 al 30 giugno 2015 è stato il segretario generale del Consiglio dell'Unione europea.

## Biografia
Corsepius si laureò in amministrazione aziendale presso l'università di Erlangen-Norimberga nel 1984. Successivamente perfezionò la sua formazione presso l'università di Kiel, dove conseguì il dottorato nel 1989.
Nel 1990 cominciò a lavorare come economista presso la direzione di politica economica internazionale del ministero dell'economia della Germania e nel 1991 lavorò presso la direzione per le questioni economiche generali della cancelleria federale. Nel 1992 si trasferì al dipartimento di politica del Fondo monetario internazionale (FMI) a Washington.
Dal 1994 al 2011 Corsepius ha lavorato all'interno della cancelleria federale tedesca. Nel 1997 venne nominato capodivisione per le questioni economiche relative all'integrazione europea e nel 1999 capodivisione per le questioni relative al G8, al FMI, all'Organizzazione Mondiale del Commercio e ai mercati finanziari internazionali. Dal 2003 al 2005 fu capogruppo per il coordinamento della politica europea e gli aspetti economici dell'integrazione europea.
Dopo l'insediamento di Angela Merkel a capo del governo tedesco, nel 2006 Corsepius venne nominato direttore generale e consigliere della cancelliera per la politica europea. Nel febbraio 2011 venne nominato consigliere della cancelliera per la politica economica e finanziaria.
Dal 26 giugno 2011 è stato il segretario generale del Consiglio dell'Unione europea; il suo mandato è scaduto il 30 giugno 2015.